# Гомбо, Антуан
Антуа́н Гомбо́ (фр. Antoine Gombaud; 1607, Пуату, Франция — 29 декабря 1684, Франция, также известный как шевалье де Мере́) — французский писатель. Хотя он не был дворянином, в своих сочинениях использовал имя «кавалер де Мере» для персонажа, выражавшего точку зрения автора. Позже его друзья стали так называть его самого.
Шевалье де Мере был известным салонным сочинителем. Наиболее известны его «Честный человек» (L’honnête homme) и «Обсуждение истинной честности» (Discours de la vraie honnêteté ). Его перу принадлежит один из мадригалов «Гирлянды Жюли». Однако гораздо большую известность де Мере получил благодаря своей роли в зарождении теории вероятностей. Он сам был математиком-любителем, и предложил салону Мерсенна задачу о разделении ставок. Если два игрока прервали, не доиграв, серию партий, то как им поделить ставку, если, например, один выиграл три партии, а второй одну? Вызов был принят Блезом Паскалем и Пьером Ферма. В последовавшем обмене письмами Паскаль и Ферма заложили основы теории вероятностей.

## Сочинения
Список взят из книги.
- Les Avantures de Renaud et d’Armide
- Les Conversations
- Discours de la Justesse
- Des Agrémens
- De l’Esprit
- De la Conversation
- Suite de la vraïe honneteté,
- De l’Eloquence et de l’Entretien,
- De la Delicatesse dans les choses et l’Expression,
- Suite du Commerce du monde.